# Viorel Gheorghiță
Viorel Gheorghiță (kyrillisch: Виорел Георгицэ; * 21. Februar 1982) ist ein moldauischer Leichtathlet, Sommerbiathlet und Crossläufer.
Viorel Gheorghiță ist Zwillingsbruder von Vitalie Gheorghiță. Bei den Sommerbiathlon-Europameisterschaften 2008 in Bansko wurde er trotz acht Schießfehlern Achter, im Massenstartrennen fiel er wegen 17 Fehlern auf den 12. Rang zurück. Im Staffelrennen wurde er als Schlussläufer mit Irina Omelciuc, Dimitria Ciobanu und seinem Bruder Fünfter. Bei den moldauischen Hallenmeisterschaften 2009 gewann er die Titel im 2000 Meter Hindernislauf und über 3000 Meter. Beim White Cross Country Championship in Belgrad wurde er im selben Jahr hinter seinem Bruder und Mirko Petrovic Dritter im 8-Kilometer-Crosslauf.

## Belege
1. ↑  All the records and victories of the National Athletic Championship
2. ↑  The twin brothers Gheorghita have won the gold and respectively the bronze medals at the Tournament in Belgrad

| Personendaten    | Personendaten                                             |
| ---------------- | --------------------------------------------------------- |
| NAME             | Gheorghiță, Viorel                                        |
| ALTERNATIVNAMEN  | Георгицэ, Виорел; Gheorghita, Viorel                      |
| KURZBESCHREIBUNG | moldauischer Leichtathlet, Sommerbiathlet und Crossläufer |
| GEBURTSDATUM     | 21. Februar 1982                                          |